# Wouter Marinus
Wouter Marinus (Zuidwolde, Países Bajos, 18 de febrero de 1995) es un futbolista neerlandés. Juega de centrocampista en el ZZVV Zuidwolde de los Países Bajos.

## Trayectoria

### PEC Zwolle
Formado en la cantera del PEC Zwolle, firmó su primer contrato por 3 años el 1 de julio de 2014 con duración hasta el 1 de abril de 2016. Debutó con el primer equipo el 12 de agosto de 2015 ante el Cambuur Leeuwarden por la Eredivisie 2015-16 (empate 2-2).
El 24 de septiembre de ese año también debutó profesionalmente en la Copa de los Países Bajos en un partido ante el Feyenoord Rotterdam (derrota 0-3). Continuó jugando durante esa temporada y las siguientes, afianzando su lugar en el equipo. 
El técnico que le dio la oportunidad de debutar en ambas ocasiones fue Ron Jans.
El 1 de abril de 2016 renovó su contrato con el Zwolle por 3 años, con duración hasta el 30 de junio de 2019.
En 2018 fichó por el F. C. Emmen. Allí estuvo dos temporadas y abandonó el club tras la finalización de su contrato.

## Trayectoria internacional
En el año 2011 fue convocado por Albert Stuivenberg para formar parte del equipo sub-17 de la selección de fútbol de los Países Bajos. Con el mismo, jugó 12 partidos y marcó 2 goles, siendo parte del plantel campeón del Campeonato Europeo Sub-17 de la UEFA 2012 jugado en Eslovenia. Incluso disputó 3 partidos en dicho certamen.

## Estadísticas
Actualizado al 22 de septiembre de 2019.
| PEC Zwolle · Países Bajos                                                                      | 1.ª           | 2015-16       | 31 | 3 | 1 | - | - | - | 32 | 3 | 0,09 |
| PEC Zwolle · Países Bajos                                                                      | 1.ª           | 2016-17       | 12 | - | 2 | - | - | - | 14 | 0 | 0    |
| PEC Zwolle · Países Bajos                                                                      | 1.ª           | 2017-18       | 13 | 1 | 4 | 2 | - | - | 17 | 3 | 0,18 |
| PEC Zwolle · Países Bajos                                                                      | Total club    | Total club    | 56 | 4 | 7 | 2 | - | - | 63 | 6 | 0,1  |
| F. C. Emmen · Países Bajos                                                                     | 1.ª           | 2018-19       | 11 | - | - | - | - | - | 11 | 0 | 0    |
| F. C. Emmen · Países Bajos                                                                     | 1.ª           | 2019-20       | 3  | - | - | - | - | - | 3  | 0 | 0    |
| F. C. Emmen · Países Bajos                                                                     | Total club    | Total club    | 14 | 0 | 0 | 0 | - | - | 14 | 0 | 0    |
| Total carrera                                                                                  | Total carrera | Total carrera | 70 | 4 | 7 | 2 | - | - | 77 | 6 | 0,08 |
| (1) Incluye los datos de la KNVB Beker (2015-Act.) (2) No incluye goles en partidos amistosos. |               |               |    |   |   |   |   |   |    |   |      |

## Palmarés

### Campeonatos nacionales
| Título                        | Club       | País         | Año  |
| ----------------------------- | ---------- | ------------ | ---- |
| Supercopa de los Países Bajos | PEC Zwolle | Países Bajos | 2014 |

### Campeonatos internacionales
| Título                                 | Club (*)                             | País      | Año  |
| -------------------------------------- | ------------------------------------ | --------- | ---- |
| Campeonato de Europa Sub-17 de la UEFA | Selección sub-17 de los Países Bajos | Eslovenia | 2012 |

(*) Incluyendo la selección.